# Seznam osebnosti iz Občine Cerkvenjak
Seznam osebnosti iz Občine Cerkvenjak vsebuje osebnosti, ki so se tu rodile, delovale ali umrle.
- Janez Trstenjak (1823-1856), rodoljub
- Franc Žižek (1839-1926), narodnjak
- Rajmund Čuček (1849-1921), profesor
- Jakob Borko (1884-1948), visoki železniški uradnik
- Ivan Jurančič  (1861-1935), čebelarski strokovnjak
- Matija Ljubša (1862-1934), zgodovinar
- Jakob Knaflič (1862-1941), učitelj, rodoljub in publicist
- Franc Horvat (1870-1944), slikar
- Josip Klemenčič (1876-1960), javni delavec in sadjarski pisec
- Franc Toplak (1885-1975), zdravnik in javni delavec
- Jakob Mohorič (1888-1962), organist, glasbeni pedagog in kulturni delavec
- Vinko Močnik (1889-1969), univerzitetni profesor cerkvenega prava
- Janko Jurančič (1902-1982), jezikoslovec in literarni zgodovinar
- Vlado Lorber (1908-1986), arheolog in kulturni delavec
- Franček Kovačec (1910-1983), inženir konstruktor
- Vlado Tušak (1910-1992), kulturni delavec
- Bernard Rajh (1953),jezikoslovec in knjižničar

## Vir
- Bernard Rajh; Marjan Toš, ur. (2001). Podoba kraja Občine Cerkvenjak. Slovenskogoriški forum. COBISS 45861121. ISBN 961-90917-0-1.